# Jean-Baptiste Frey
Pour les articles homonymes, voir Frey.
Le père Jean-Baptiste Frey (26 avril 1878, Ingersheim – 19 mars 1939[Passage contradictoire], Rome) est un prêtre spiritain français, spécialiste d'exégèse biblique, secrétaire de la Commission biblique pontificale (1925-1939), supérieur du Séminaire français de Rome (1923-1939).

## Biographie
Né dans une famille alsacienne catholique pratiquante, Jean-Baptiste Frey est ordonné prêtre en 1903. De 1904 à 1905, il étudie les langues orientales à Paris, puis retourne à Rome. Il se spécialise alors dans l'étude des sciences bibliques et obtient son doctorat en 1910. De 1905 à 1935, tout son ministère se déroule au Séminaire français dont il devient préfet des études en 1914, directeur spirituel, professeur de sciences bibliques, et enfin recteur en 1923.

## Activité scientifique
Le père Frey fait partie des savants catholiques qui, dans un contexte catholique encore marqué par l'antijudaïsme, s'attellent à la mise en valeur d'une « approche positive de l'héritage religieux juif ». Il se consacre notamment aux études des apocryphes juifs et des inscriptions judaïques. Son œuvre principale est le Corpus inscriptionum judaicarum, dont le premier tome paraît en 1936 et le second tome est publié en 1952, après sa mort.

## Activité à la commission biblique pontificale
Remarqué pour ses travaux bibliques, il est nommé consulteur à la Commission biblique pontificale en 1910, dont il devient le secrétaire en novembre 1925. Il est à l'origine de la mise à l'Index de l'ouvrage Le Messianisme de l'abbé Louis Dennefeld, professeur à la Faculté de théologie catholique de Strasbourg. Son passage à la commission est marqué par des prises de position antimodernistes, « moins par souci d'orthodoxie que par esprit de corps ». Le jésuite belge Joseph Coppens estime même que cette période « a marqué plutôt une période de paix et de tranquillité ».

## Publications
- La Théologie juive au temps de J.-C. comparée avec la théologie néo-testamentaire. Thèse de doctorat, Rome, 1910
- « L'angélologie juive au temps de Jésus-Christ », Revue des sciences philosophiques et théologiques, 5, 1911, p. 75-110
- « L'état originel et la chute de l'homme d'après les conceptions juives au temps, Revue des sciences philosophiques et théologiques, 5, 1911, p. 507-545
- « Le Pater est-il juif ou chrétien ? », Revue biblique, 24, 1915, p. 556-563
- « Inscriptions inédites des catacombes juives de Rome », Rivista di Archeologia Cristiana, 5, 3-4, 1928, p. 279-305
- « La signification du terme πρωτοτοκος d'après une inscription juive », Biblica, 11, 1930, p. 373-390
- « Les communautés juives à Rome aux premiers temps de l'Église », Recherches de science religieuse, 21, 1931, p. 129-168
- « Chronique: Une inscription gréco-hébraïque d'Otrante », Revue biblique, 41, 1932, p. 96-103
- « La vie de l'au-delà dans les conceptions juives au temps de Jésus-Christ », Biblica, 13, 1932, p. 129-168
- « Le conflit entre le messianisme de Jésus et le messianisme des juifs de son temps », Biblica, 14, 1932, p. 133-149 et 269-293
- Corpus inscriptionum judaicarum. Recueil des inscriptions juives qui vont du IIIe siècle avant J.-C. au VIIe de notre ère. I, Rome-Paris, 1936 ; II, Rome, 1952 ; réédition New York, 1975